# Aheloy
Aheloy (tiếng Bulgaria: Ахелой) là một thị trấn thuộc tỉnh Burgas, Bungaria. Dân số thời điểm năm 2011 là 2426 người.

## Dân số
Dân số trong giai đoạn 2004-2011 được ghi nhận như sau:
| Năm | 1934 | 1946 | 1956 | 1965 | 1985 | 1992 | 2001 | 2011 | 2021 |
| --- | ---- | ---- | ---- | ---- | ---- | ---- | ---- | ---- | ---- |
| Dân số | 582  | 723  | 891  | 1067 | 2019 | 2228 | 2269 | 2469 | 2339 |
| From the year 1962 on: No double counting—residents of multiple communes (e.g. students and military personnel) are counted only once. |      |      |      |      |      |      |      |      |      |